# Teònoe
Teònoe (en grec antic Θεονόη), és el nom de dues heroïnes a la mitologia grega. La primera, segons apareix a l'Helena d'Eurípides, és una filla de Proteu, rei d'Egipte, i germana de Teoclimen. És una consellera pietosa que té poders profètics degut al seu origen diví. Ajuda Helena a fugir a Egipte, cosa que provoca la còlera del seu germà, del qual només se salva perquè intervenen els Dioscurs. Una tradició deia que s'havia enamorat de Canop, el timoner de Menelau.
Una altra Teònoe és l'heroïna d'una aventura que explica Higí, segurament extreta d'una tragèdia avui perduda. És filla de Tèstor, el seu germà és Calcant, l'endeví, i la seva germana Leucipe. Un dia, mentre jugava a la platja, uns pirates la van raptar i la van vendre a Ícar, rei de Cària, que es va casar amb ella. Tèstor va sortir a buscar la seva filla, però la seva nau va naufragar i en arribar a terra, a les costes de Cària, va ser fet presoner i conduït davant del rei, que el va portar a casa seva com esclau. Al no tornar Tèstor i no saber-ne res de la seva germana, Leucipe va decidir sortir a buscar-los per ordre de l'oracle de Delfos. Es va tallar els cabells, es va disfressar de sacerdot i va arribar a Cària. Teònoe la va veure però no la va reconèixer, i pensant-se que era un home se'n va enamorar i va enviar els seus criats a que li fessin proposicions en nom seu. Leucipe no podia fer res per culpa de la disfressa i va refusar les pretensions de Teònoe. Aquesta va ordenar que agafessin i empresonessin a qui creia un sacerdot, i manà a un esclau, precisament Tèstor, a qui ningú no havia reconegut, que la matés. Va entrar a la presó i es va posar davant de Leucipe que tampoc el va reconèixer, i es va començar a lamentar del seu destí. Explicava que l'obligaven a cometre un crim com aquell després d'haver perdut les seves dues filles, Teònoe i Leucipe. Llavors Leucipe en sentir-ho, va reconèixer el seu pare, i en veure que Tèstor girava l'espasa contra ell mateix, la hi va prendre i li va dir qui era. Llavors va voler matar la reina Teònoe, i estava a punt de fer-ho quan la noia, sabent-se en perill, va invocar el seu pare Tèstor, cosa que va donar lloc al reconeixement dels tres. El rei Ícar els va omplir de regals i els va tornar a la seva pàtria.